# 紐埃爾廷湖
紐埃爾廷湖（Nueltin Lake）是加拿大的湖泊，位於該國中部，處於曼尼托巴省和努納武特之間的分界線，長144公里，面積2,030平方公里，島嶼面積249平方公里，集水區面積27,000平方公里，海拔高度278米。